# Winter Park (Flórida)
Winter Park é uma cidade localizada no estado americano da Flórida, no condado de Orange. Foi incorporada em 1887.

## Geografia
De acordo com o United States Census Bureau, a cidade tem uma área de 26,3 km², onde 22,5 km² estão cobertos por terra e 3,8 km² por água.

### Localidades na vizinhança
O diagrama seguinte representa as localidades num raio de 8 km ao redor de Winter Park.

## Demografia
Segundo o censo nacional de 2010, a sua população é de 27 852 habitantes e sua densidade populacional é de 1 238,9 hab/km². É a localidade mais densamente povoada do condado de Orange. Possesivo residências, que resulta em uma densidade de 1 residência